# Chiesa di Santa Marta (Talana)
La chiesa di Santa Marta è un edificio religioso situato a Talana, centro abitato della Sardegna centro-orientale. Consacrata al culto cattolico è sede dell'omonima parrocchia e fa parte della diocesi di Lanusei.

Edificata ai primi del Novecento su i resti di un sito di culto ottocentesco, conserva al proprio interno alcune statue lignee del sedicesimo secolo. Ogni anno si festeggia la festa santa marta  due volte a fine luglio e fla prima domenica di settembre  